# سارة كوك (مجدفة)
سارة كوك (بالإنجليزية: Sarah Cook)‏ هي مجدفة أسترالية، ولدت في 4 فبراير 1985 في إبسوتش في أستراليا.

## وصلات خارجية
- سارة كوك على موقع الاتحاد الدولي للتجديف (الإنجليزية)
- سارة كوك على موقع اللجنة الأولمبية الدولية (الإنجليزية)
- سارة كوك على موقع أوليمبيديا (الإنجليزية)
- سارة كوك على موقع اللجنة الأولمبية الأسترالية (الإنجليزية)